# Kimini
Kimini är en ort i Burkina Faso.   Den ligger i regionen Cascades, i den sydvästra delen av landet, 400 km sydväst om huvudstaden Ouagadougou. Kimini ligger 337 meter över havet och antalet invånare är 3 449.
Terrängen runt Kimini är huvudsakligen platt. Kimini ligger uppe på en höjd. Närmaste större samhälle är Wangolodougou, 4,1 km söder om Kimini.
Omgivningarna runt Kimini är en mosaik av jordbruksmark och naturlig växtlighet. Runt Kimini är det glesbefolkat, med 13 invånare per kvadratkilometer.